# Andalò di Negro
 (avril 2025).
 (avril 2025).
Andalò Di Negro, aussi connu sous les noms d'Andalone Negro, d'Andalo De Nigro, ou de Del Negro, est un astronome et géographe italien du Moyen Âge né à Gênes en 1260 et décédé avant juin 1334 à Naples.
En 1318, il rejoint la suite de Robert d'Anjou, alors à Gênes, et passe le reste de sa vie attaché à la cour angevine de Naples, où il se lie d'amitié avec Boccace. Selon George Sarton, l’astronome génois doit sa renommée aux « éloges enthousiastes, incompétentes et sans critique » de son plus illustre élève, Giovanni Boccace. Cependant, Di Negro avait reçu une bonne formation dans les écoles ptolémaïques et arabes d'astronomie, en plus d’être également un diplomate accompli. Lynn Thorndike, quant à lui, perçoit plutôt l’astronome génois comme une représentation plus précise du Moyen-Âge italien : « [Andalò] sert à illustrer le fait que les arts et les sciences occultes étaient alors soutenus par des hommes de la plus haute éducation et du plus grand savoir et pas seulement par le vulgaire et les charlatans, et que l'astronomie et l'astrologie étaient alors indiscernables. »

## Biographie

### Origines familiales
La famille Di Negro, d'origine ancienne, à partir du premier siècle de la République de Gênes, eut dix-huit consulats soit de la Municipalité soit des Placiti, ambassadeurs et descendants avec droits seigneuriaux à Acre en Syrie, à Chypre et en Ligurie. Les Archives de Gênes rappellent parmi les ancêtres du noble génois un certain Leone, qui fut vicaire de la République en Arménie Mineure en 1279 et un Bartolino, assez riche pour prêter de l'argent au roi de cette région. Dans les Archives notariales de Gênes se trouve le document le plus ancien dans lequel apparaît le nom de Di Negro : en 1274 où figure le nom d'Andalò di Negro, fils d’Egidio qui en 1273 avait été vicaire de la République. Le nom de Di Negro est encore mentionné dans les Archives notariales de Gênes en 1287 et 1292, à côté de celui de Carlotto, son frère. La famille Di Negro comprenait deux branches ou "alberghi", nommées d'après l'emplacement de leurs maisons respectives, de San Lorenzo et de Banchi. Le premier possédait des maisons situées avec la façade sur le Vico dei Filo ; la deuxième, Banchi, à laquelle appartenait l’astronome génois, possédait une loggia qui donnait sur le quartier Di Negro.

### Vie avant 1318
Très peu est connu de la formation culturelle précoce d’Andalò Di Negro, tant de ses études, que de ses professeurs. Il est difficile d'affirmer quoi que ce soit de précis sur ses voyages, qui devaient être fréquents étant donné que, malgré la renommée et la réputation dont jouissait sa famille dans la République de Gênes, il avait une plus grande notoriété à l'extérieur qu'à l'intérieur de sa patrie, notamment par d'importants services de nature politique. En effet, en 1314, la seigneurie de Gênes dut mener d'importantes négociations en Orient avec l'empereur de Trébizonde Alexis II Comnène, et confia cette délicate tâche à Di Negro. Le 26 octobre, Di Negro conclut une paix avec l'empereur à Trébizonde, parvenant à obtenir des avantages pratiques notables et des satisfactions de principe pour les Génois. Alexis s'engagea en effet à poursuivre tous ceux qui se rendraient coupables de crimes contre les Génois ; il mit à leur disposition le bassin de Trébizonde, et leur laissa le droit de le fortifier et d'en interdire l'accès aux Grecs. Il leur accorda également leur propre consulat et toute une série de privilèges qui assurèrent l'amitié durable de la Municipalité.
Son appartenance à une famille illustre et les bons résultats qu'il avait donnés comme ambassadeur favorisèrent certainement les contacts de Di Negro avec des personnages importants, comme Hugues IV de Lusignan, dont, selon Boccace, « il était très familier avec la conformité des études. » alors qu'il était à Rome. Mais sa culture, qui devait atteindre des niveaux peu communs pour l'époque, lui a certainement valu une réputation notable d'érudit, ce qui explique pourquoi on lui a également confié des postes d'enseignant à l'université. Libri, déduisant peut-être simplement de la nouvelle selon laquelle Boccace était parmi ses disciples, affirme que le génois était professeur à Florence, cependant cette affirmation ne trouve aucune preuve documentaire. Plus fondée, cependant, semble l'hypothèse avancée par Cornelio de Simoni selon laquelle il aurait enseigné à Naples plutôt qu'à Florence, ville dans laquelle, comme le démontrent les mentions élogieuses de Boccace, il devait être connu et apprécié.

### À la cour angevine
En 1318, la ville de Gênes se vit intégrée au domaine du roi Robert d’Anjou. Di Negro se joint à la suite de celui-ci, alors à Gênes, puis intégra la cour angevine à Naples. C’est là qu’il rencontra Boccace, avec qui il se liera d’amitié, en plus de lui enseigner l’astronomie et l’astrologie. Cependant, c’est à ce moment que les informations sur la vie et activités de Di Negro se font plus rares. Il semble probable qu'il ait passé la majeure partie de sa vie à voyager et que, dans ses dernières années, il ait décidé de rester à Naples, où il est décédé peu avant juin 1334.
Si cette période de la vie d’Andalò Di Negro demeure relativement obscure, certains documents laissés par ses pairs et contemporains permettent de mettre en lumière certains éléments de celle-ci.
Par exemple, l’évêque d’Isola de la région napolitaine, dans un manuscrit aujourd'hui conservé à la Bibliothèque nationale centrale de Florence, se déclare être un disciple de Di Negro :

« Voici les règles trouvées dans l'Almanach de la bonne mémoire de G. Bishop des Îles, experts en astrologie. Sous l'enseignement et la doctrine d'Andalo de Nigro de Janua, maître en science de l'astrologie, qui a compilé les canons susmentionnés sur l'Almanach des Prophètes, il les a faits et composés, et ils ont été écrits de la propre main dudit évêque. »

— Disciple de Di Negro
De son côté, Boccace, à travers plusieurs de ses ouvrages, affirme que Di Negro lui a donné des enseignements en astronomie lorsqu'il était jeune à Naples.
Enfin, un document angevin découvert par Giuseppe de Blasiis dans les Archives angevines et communiqué dans une lettre à Gérolamo Bertolotto en 1893, qui démontre que Di Negro était payé par le roi angevin avec 6 onces d'or par an, probablement pour son travail d'enseignant. De Blasiis trouva également parmi les papiers angevins, un diplôme de Robert d'Anjou, daté du 9 juin 1334, qui est resté inconnu de la plupart des historiens et même de De Simoni. Il est dit que, « Andalus de Nigro de Yanua, récemment décédé », le roi attribua au maître Nicolino di Santo Prospero, également génois et « médecin », les 6 onces d'or annuelles qui avaient été précédemment attribuées à Di Negro.

## Œuvres
Bien qu'il existe relativement peu d'informations sur la vie de Di Negro, il existe cependant des témoignages plus nombreux pour déterminer l'importance et la valeur de son activité, tous constitués de ses œuvres, publiées, inédites ou seulement citées, qui permettent de comprendre de manière plus concrète les raisons de sa grande renommée et de sa fortune parmi la postérité.
Parmi ses œuvres les plus réussies figurent celles de nature mathématique et astronomique, dont trois furent imprimées à Ferrare en 1475, dont Baldassarre Boncompagni Ludovisi recense quatre exemplaires au total, dont deux seulement en Italie. À la fin du siècle, cette édition ferraraise fut réimprimée, éditée et avec une introduction de Girolamo Bertolotto, tirée de l'exemplaire conservé à la Bibliothèque Palatine de Parme. Cet incunable comprend trois écrits de Di Negro.

### Opus preclarissimum astrolabii compositum a domino Andalo de nigro genuensi foeliciter incipit
Ce premier écrit est composé de vingt feuillets, et comprend dix-huit courts chapitres, chacun portant un titre sommaire, dans lesquels l’astronome génois expose de façon ordonnée les règles de construction d'un astrolabe, comme déterminer exactement les différents cercles, signes et symboles qui indiquent les jours, les mois, les heures, l'aube et le crépuscule. Il explique également comment dessiner le "filet" sur l'avant et l'arrière de l'instrument et comment y placer les différentes étoiles, sans négliger de donner un tableau des emplacements des étoiles fixes et de leur ascension et déclinaison.

### Hic incipit practica astrolabij et primo de nominibus instrumenti
Le deuxième des écrits publiés dans l'édition de Ferrare, ce traité est divisé en 43 courts chapitres, avec un point de vue sur le sujet plus préparatoire que le précédent. Di Negro passe en revue de manière systématique la nomenclature technique utilisée dans les écrits sur la construction de l'astrolabe, en donnant le nom, la signification et une brève description de chaque partie de l'instrument, sans toutefois se limiter à l'aspect pratique, mais en élargissant la discussion à la clarification des concepts fondamentaux de la théorie astronomique, tels que « almucarat », « ostensor », « quadrans », « regula » ou « alidada ». Ici se trouvent non seulement indiquées les significations des termes « armilla » ou « annulus », de « ansa », « mater in rotula », « limbus », « rethe sive araneam », mais des références sont aussi faites à la manière et aux règles à suivre pour résoudre les problèmes astronomiques les plus importants, et à l'utilisation correcte de l'instrument pour déterminer par exemple: le signe dans lequel se trouve le soleil à un certain jour de l'année, son altitude et celle des étoiles, la latitude et la longitude d'une certaine région, la situation des différents points cardinaux, l'horizon et l'ouest, les heures égales et inégales, et enfin quel type et dans quelle direction sont dirigés les "rayonnements" des planètes.

### De operationibus scale quadrantis in astrolabio scripte
Ce troisième écrit, plus court que les deux précédents, est divisé de la même façon, cette fois en 13 courts chapitres. Dans celui-ci, Di Negro vise à illustrer quelles opérations peuvent être effectuées avec l'échelle des quadrants et comment elle doit être utilisée pour comprendre non seulement les faits du ciel, mais aussi certains phénomènes terrestres. Ainsi, il enseigne comment mesurer l'ombre moyenne, droite et inverse par la hauteur du soleil, comment déterminer la hauteur de tout objet, accessible ou inaccessible (par exemple, celle d'un objet placé sur une montagne), comment mesurer la profondeur et, enfin, comment effectuer les mêmes opérations avec d'autres moyens que l'ombre, tels que la "baguette" ou le miroir.

### Tractatus spere materialis
Publié par Giuseppe Boffito en 1907, cette œuvre astronomique de Di Negro est copiée d'un manuscrit de la Biblioteca Mediceo Laurenziana de Florence. L'ouvrage, en soi peu original, est composé d'une quinzaine de chapitres et présente, comme les ouvrages examinés précédemment, un ton didactique caractéristique. L'auteur commence par définir très clairement les concepts géométriques fondamentaux (point, ligne, surface, triangle, carré, demi-cercle, diamètre, corde, excentrique, concentrique, sphère), puis passe à la « description de toutes les sphères », considérant les sept sphères et celle des étoiles fixes comme une sphère unique et continue, mais pourtant distincte de la huitième, du primum mobile, qui lui est néanmoins contiguë. Enfin, s'éloignant un peu du sujet spécifique de son œuvre, le noble génois s'intéresse à des thèmes de nature plus strictement astronomique, tels que la position des différentes étoiles par rapport au Zodiaque, l'égalité des heures, des jours et des nuits, les maisons célestes, ou la division du globe en terres habitables et inhabitables.

### Alius Tractatus de Spera liber secundus
Publié par Thorndike en 1949, ce traité est composé de manière similaire aux traités précédents, cette fois divisé en cinq courts chapitres. Le sujet est substantiellement analogue à celui du traité précédent et concerne toujours des problèmes de cosmologie, d'astronomie, et même d'astrologie. Après avoir commencé par une série de définitions, telles que monde, firmament, centre, surface, Di Negro passe à la description du cosmos, qui se dessine, comme dans les conceptions de l'époque, soit une sphère ayant en son centre la terre, immobile parce que plus lourde, entourée, sans intervalle, de ceux de l'eau, de l'air et du feu, qui dans leur ensemble constituent le siège de tous les phénomènes de génération et de corruption. Le traité illustre ensuite la région qui s'étend au-dessus de la sphère de feu jusqu'au firmament, lieu des planètes et des étoiles. Le troisième chapitre aborde des thèmes purement astronomiques, avec la définition des concepts de pôle, méridien, hémisphère, horizon, équateur, solstice, cercle équinoxial, parallèle, zones terrestres, tandis que la dernière partie est consacrée à l'astrologie et à ses concepts, indispensables précisément pour accéder aux tables astrologiques qui sont inutiles à ceux qui ne savent pas la définition de certains termes comme "racine", "chemin des planètes", "centre", et "rétrogradation", termes qui sont soigneusement expliqués.

### Travaux inédits
Andalò Di Negro a également écrit d'autres ouvrages de nature astronomique et mathématique, qui sont toutefois restés inédits.

#### Theorica planetarum
De cet écrit, Boncompagni rappelle six exemplaires, dont un venant de ce dernier lui-même, ainsi qu’un autre ayant été acheté par la famille Vespucci en 1512. Quant aux autres exemplaires, ceux-ci sont éparpillés dans différentes bibliothèques d’Europe : la Bibliothèque Nationale Centrale de Florence et la Bibliothèque nationale de France, la Bibliothèque d’État de Berlin, et la Bibliothèque apostolique vaticane.

#### Manuscrits Ashburnham
Autres œuvres inédites, les manuscrits Ashburnham 1336 et 1339 de la Biblioteca Mediceo Laurenziana, ont bénéficié, en se fiant aux nombres de manuscrits, d’une plus grande diffusion. S’ouvrant par « Début de la théorie des planètes, composée par Andalus de Nigro Januensis. », cet ouvrage se compose de sept courts chapitres, et se termine par une table astronomique. Il traite de sujets d'astronomie théorique, dont la découverte et l’identification des mouvements des planètes, quels sont ces mouvements et combien ils sont nombreux, et comment la détermination des heures a été obtenue, le tout basé sur l'autorité de l'Almageste de Ptolémée.

#### Theorica distantiarum omnium sperarum et planetarum a terra et magnitudinem eorum
Consacrée aux problèmes de théorie planétaire et, comme l'a souligné Pierre Duhem, antérieure à la Theorica planetarum, se trouve la Theorica distantiarum omnium sperarum et planetarum a terra et magnitudinem eorum. Selon le calcul de Boncompagni, cet ouvrage est divisé dans trois codex: un à la Bibliothèque Nationale Centrale de Florence, un autre à la Bibliothèque nationale de France, et le dernier à la Bibliothèque apostolique vaticane. Dans cet ouvrage, presque en complément d'une conception didactique et expositive spécifique, Di Negro parle de la distance des étoiles par rapport à la Terre et de leur taille, en s'inspirant de la méthode des astronomes arabes Al Fargani et Al Battani.

### Autres ouvrages astronomiques
D'autres écrits sont consacrés à des problèmes encore purement astronomiques, mais de nature pratique.

#### Canones super Almanach Profatii
La première de ces œuvres, qui, d'après une expression qu'elle contient, semble remonter à 1323, est conservée dans un manuscrit de la Bibliothèque nationale de France. L'auteur n'a pas l'intention de composer de nouvelles tables astronomiques, mais se limite à élaborer des canons adaptés aux tables des planètes que le rabbin Profatius Iudaeus, sous le nom d' Almanach , avait préparées pour le méridien de Montpellier, défendant l'astronome juif des accusations de certains "modernes" d'avoir pris comme base les anciennes tables de Tolède, désormais non valables, soulignant au contraire qu'il avait utilisé les plus récentes, compilées sur ordre d'Alphonse X de Castille et achevées en 1272.

#### De compositione astrolabii
Existant en au moins quatre manuscrits, cet ouvrage reprend pour l'essentiel l'argumentation de la Pratica astrolabii , en expliquant tout d'abord ce qu'est un astrolabe, puis, comme l'indique l'incipit, les « imaginations et les considérations que ses compositeurs avaient », et enfin, l'usage de l'instrument.

#### Tractatus quadrantis
Cet ouvrage, dont Boncompagni ne rapporte qu’un seul manuscrit, soit celui en sa possession, traite de la description d'un quadrant et, même s'il ne peut être considéré comme identique au troisième des ouvrages de l'édition de Ferrare, il en suit substantiellement le contenu.

### Ouvrages médico-astrologiques
Bien que la renommée d’Andalò Di Negro soit restée principalement liée à ses écrits sur l'astronomie et les mathématiques, ses travaux médico-astrologiques ont également une certaine importance. Bien que n'ayant pas eu le même succès que ses premiers, ils ont eu, en se fiant au nombre de manuscrits existants, leur propre diffusion.

#### Introductorium ad iudicia astrologie
Conservé dans deux manuscrits, dont l’un était déjà connu de Boncompagni et l’autre identifié par Thorndike,, ce traité ne présente pas d'éléments d'originalité et ressemble à plusieurs autres écrits astrologiques de l'époque. Il illustre les propriétés des planètes, les signes des maisons, les heures des différentes planètes et ce qu'il est prudent de faire ou d'éviter de faire en elles ; mais la caractéristique la plus significative de l'ouvrage sont les illustrations en différentes couleurs, à chacune desquelles est attribuée une signification spécifique, comme par exemple, masculin et féminin, clair ou foncé, chanceux ou malchanceux, etc. Ici aussi, une détermination minutieuse du sens de la terminologie astrologique ne manque pas, et l'auteur n'évite pas le problème épineux de la contingence ou de la nécessité des jugements astrologiques, penchant vers leur contingence et soulignant la nécessité de considérer, outre l'action de l'agent, également la disposition du patient, essayant ainsi d'éviter des positions dangereuses et drastiques, peut-être en gardant à l'esprit la leçon donnée à tous les astrologues avec le bûcher de Cecco d'Ascoli en 1327. Selon Pierre Duhem, certaines des doctrines présentées ici se réfèrent aux théories de Pietro d'Abano, dont Duhem aurait ressenti l'influence.

#### De infusione spermatis et De ratione partus
Également de nature médico-astrologique, ces deux œuvres abordent le problème de l'influence planétaire sur le processus de génération, en se référant à cet égard aux théories d'Hester, de Ptolémée et d'Hermès. Le premier des deux écrits a été publié par Thorndike.

#### Liber iudiciorum infirmitatum et Canones modernorum astrologorum de infirmitatibus
Au lieu d’être des œuvres de nature médico-astrologique, celles-ci sont essentiellement de nature médicale. Boncompagni les distingue comme deux ouvrages différents, tandis que Thorndike les considère comme deux versions légèrement différentes du même ouvrage. La première des deux versions est dédiée au « À l'homme magnifique et distingué, seigneur Julien de Laya, soldat royal, chambellan, maître de l'armée et troisième vicaire régent de son royaume. », un noble du royaume de Naples qui est mentionné dans une lettre que lui a envoyée le roi Robert en 1313 et dans une liste des salaires des fonctionnaires de la Curie de la Vicaria en 1321. Elle est divisée en deux parties, dont la première comprend seize chapitres et la seconde, en quinze. La première partie, après avoir établi le lien entre les conditions du corps et les aspects planétaires, s'attarde à décrire divers types de maladies, leurs causes humorales, et termine en abordant le problème de savoir si la médecine peut ou non faire quelque chose contre le mal. La deuxième partie sert en quelque sorte de réponse affirmative à cette question, car elle illustre les différents moyens thérapeutiques, tant chirurgicaux que pharmacologiques, même si dans la conclusion le préjugé astrologique revient en quelque sorte dans l'évaluation de l'influence des planètes : « Vénus et Lune sont médiocres, Saturne est malus ».

## Autres
Dans le Centiloquium de Ptolémée, un bref commentaire sur le 51e mot de cet ouvrage est renvoyé au nom de Di Negro. Selon Thorndike, il s'agit d'un extrait d'une œuvre majeure, citée par personne ; un Centiloquium Andali Nigri Genuensis est contenu dans un manuscrit du XVIe siècle de la Bibliothèque du Vatican dans lequel, sous la forme d'une épître, la science astrologique est exposée et réduite à cent aphorismes. De sérieuses réserves peuvent être émises quant à l'authenticité de cette œuvre, mais il est possible qu'elle ait été tirée des travaux astrologiques de Di Negro.
De son côté, Boccace transcrit le Tractatus sphaerae de Di Negro dans son Zibaldone medicea laurenziana, en plus d’utiliser l'Introductorius ad iudicia astrologie de son maître comme principale source astrologique pour ses propres premiers travaux.